# Phrurolinillus
Genre
Phrurolinillus est un genre d'araignées aranéomorphes de la famille des Phrurolithidae.

## Distribution
Les espèces de ce genre se rencontrent en Espagne et au Portugal.

## Liste des espèces
Selon World Spider Catalog (version 17.5, 04/10/2016) :
- Phrurolinillus lisboensis Wunderlich, 1995
- Phrurolinillus tibialis (Simon, 1878)

## Publication originale
- Wunderlich, 1995 : Beschreibung der neuen Gattung Phrurolinillus der Familie Corinnidae aus Europa (Arachnida: Araneae). Beiträge zur Araneologie, vol. 4, p. 739-742.